# پئری‌مئتی
پئیری‌مَئیتی یا پئری‌مئتی به معنی خیال و اندیشهٔ بد و فاسدِ بی اساس و نیز به معنی دیو می‌باشد. جزء اول آن پئیری به معنی پری است. در اردیبهشت یشت بند پنج آمده‌است که سرودن نماز ائیریامن که بزرگ‌ترین کلام ایزدی است، تمام خرد خبیث و همهٔ جادوان و پری‌ها را براندازد. در یشت سوم چندین بار با دیوی دیگر به نام ترومئتی نامش ذکر شده‌است.